# Mario Costa (filosofo)
Mario Costa (Torre del Greco, 7 dicembre 1936 – 26 agosto 2023) è stato un filosofo italiano.
È conosciuto, in particolare, per aver studiato le conseguenze, nell'arte e nell'estetica, delle nuove tecnologie, introducendo nel dibattito internazionale una nuova prospettiva teorica, attraverso concetti come "estetica della comunicazione", "sublime tecnologico", "blocco comunicante", "estetica del flusso".

## Biografia
È stato professore ordinario di Estetica all'Università di Salerno e, come professore incaricato di Metodologia e storia della critica letteraria e di Etica ed estetica della comunicazione, ha contemporaneamente insegnato per molti anni nelle Università degli Studi di Napoli "L'Orientale" e di Nizza (Sophia-Antipolis). All'Università di Salerno ha fondato e diretto, dal 1985, Artmedia, Laboratorio permanente dedicato al rapporto tra tecno-scienza, filosofia ed estetica, organizzando su queste tematiche decine di iniziative di studio, mostre e convegni internazionali. Nel 1991 il suo libro L'estetica dei media ha ottenuto il Premio Nazionale "Diego Fabbri". Ha pubblicato una trentina di libri; alcuni di essi e numerosi suoi saggi sono tradotti e pubblicati in Europa e in America.

## Pensiero
Il suo lavoro teorico si è svolto in due momenti successivi ed ha seguito due fondamentali direzioni di ricerca: l'interpretazione socio-politica e filosofica delle avanguardie artistiche del XX secolo, e l'elaborazione di una filosofia della tecnica costruita soprattutto attraverso l'analisi dei cambiamenti che la nuova situazione tecno-antropologica ha indotto nell'arte e nell'estetico.
- Per quanto riguarda la prima delle due direzioni indicate, egli, a partire dalla fine degli anni sessanta, ha fornito un complesso di interpretazioni filosofiche ed estetiche di numerosi movimenti dell'avanguardia artistica e letteraria. Momenti di particolare rilievo in questo ambito di ricerca possono essere considerati i suoi lavori su Marcel Duchamp[2] e sulle funzioni della moderna critica d'arte,[3] nonché i suoi studi sul "lettrismo"[4] e sullo "schematismo",[5] movimenti artistici di grande importanza, anche estetologica, ma, all'epoca, pressoché ignoti in Italia.

- Per quanto riguarda la seconda delle direzioni indicate, il suo pensiero si è a sua volta sviluppato secondo due assi fondamentali: uno riguardante le conseguenze sociali ed etiche della comunicazione tecnologica, riassunte soprattutto nel libro La televisione e le passioni del 1992 che analizza gli effetti disgreganti e distruttivi della televisione, e poi nel più recente La disumanizzazione tecnologica del 2008, e l'altro, dominante rispetto al primo, consistente in un ripensamento del senso che l'"estetico" e l'"artistico" vanno assumendo nella fase attuale delle nuove tecnologie elettro-elettroniche e digitali della scrittura, dell'immagine, della spazialità, del suono e della comunicazione,[6] ciò che lo ha condotto ad una radicale ed originale reimpostazione teoretica di tutto il campo investigato.[7]
- Negli ultimi suoi lavori (Ontologia dei media del 2012, e Dopo la tecnica del 2015) la prospettiva teoretica si è andata ulteriormente approfondendo dando luogo ad una compiuta filosofia dei media e della tecnica in quanto tale.

## Alcune opere rappresentative
- L'estetica dei media (1990 e 1999) può considerarsi, per i contenuti trattati e per la inedita metodologia di indagine instaurata e seguita, un libro che apre un nuovo campo di ricerca, prima del tutto ignorato ed inesplorato dalle discipline estetologiche, quello appunto della "estetica dei media", da non confondere, ad esempio, con l'estetica della fotografia o con quella del cinema, alle quali ha comunque dedicato altri suoi importanti lavori. Il libro in questione segue ai diversi contributi teorici relativi all'estetica della comunicazione le cui identificazione, nominazione e formulazione teorica risalgono al 1983, e che è ora rappresentata, nella sola Italia, da numerose Cattedre e indirizzi universitari.
- Il sublime tecnologico (1990 e 1998) è considerato il lavoro più noto e più innovativo di tutta la sua produzione teorica; è in esso che, considerando le conseguenze indotte nel campo dell'arte e dell'estetico dalla nuova situazione tecno-antropologica, si parla dell'oltrepassamento della dimensione dell'arte e delle categorie ad essa connesse, nella direzione di una nuova forma di sublime, quella appunto del sublime tecnologico, con tutto quello che questo concetto implica e comporta. La nozione del sublime tecnologico è stata diffusamente accolta e seguita sul piano internazionale della teoria estetica ed ha sollecitato un incalcolabile numero di sperimentazioni da parte di artisti di tutto il mondo.
- Arte contemporanea ed estetica del flusso (2010) traccia le linee di una nuova estetica e della sperimentazione artistica che da essa può scaturire. Si tratta da una parte di un violento e argomentato pamphlet contro l'arte contemporanea, ritenuta “una congerie più o meno sgradevole di nullità mercantili”, e dall'altra della tematizzazione ed elaborazione del concetto di “flusso estetico tecnologico”, considerato come ultima e residua possibilità di sperimentazione per gli artisti e come chiave per comprendere alcuni aspetti dell'ontologia contemporanea.
- Dopo la tecnica (2015) ripercorre la storia delle varie epoche della tecnica sottolineandone la discontinuità e la capacità di agire configurando, ogni volta in maniera diversa, l'organizzazione antropologica di chi da esse è abitato. Sulla base di questi presupposti, si mostra come la tecnica, una volta connessa e dipendente dai bisogni umani, si va rendendo incondizionatamente autonoma forzando l'uomo a vivere dentro di essa, ad appartenerle e a favorire il suo sviluppo.
- Ebraismo e arte contemporanea (2020) e Ebraismo e avanguardie (2020) sostengono la tesi, e cercano di dimostrarla, dell’influenza dell’ebraismo sulle avanguardie americane del secondo dopoguerra.

## Pubblicazioni
- Arte come soprastruttura, Napoli, CIDED, 1972
- Teoria e Sociologia dell'arte, Napoli, Guida Editori, 1974
- Sulle funzioni della critica d'arte e una messa a punto a proposito di Marcel Duchamp, Napoli, M.Ricciardi Editore, 1976
- Il ‘lettrismo’ di Isidore Isou. Creatività e Soggetto nell'avanguardia artistica parigina posteriore al 1945, Roma, Carucci Editore, 1980
- Le immagini, la folla e il resto. Il dominio dell'immagine nella società contemporanea, Napoli, Edizioni Scientifiche Italiane, 1982
- Il sublime tecnologico, Salerno, Edisud, 1990
- L'estetica dei media. Tecnologie e produzione artistica, Lecce, Capone Editore, 1990
- Il ‘lettrismo’. Storia e Senso di un'avanguardia, Napoli, Morra, 1991
- La televisione e le passioni, Napoli, A.Guida, 1992
- Lo ‘schematismo’. Avanguardia e psicologia, Napoli, Morra, 1994
- Lo ‘schématisme parisien’.Tra post-informale ed estetica della comunicazione, Fondazione G.E.Ghirardi, Piazzola sul Brenta (Padova), 1995
- Sentimento del sublime e strategie del simbolico, Salerno, Edisud, 1996
- Della fotografia senza soggetto. Per una teoria dell'oggetto tecnologico, Genova/Milano, Costa & Nolan, 1997
- Il sublime tecnologico. Piccolo trattato di estetica della tecnologia, Roma, Castelvecchi, 1998
- Tecnologie e costruzione del testo, Napoli, L'Orientale, 1998
- L'estetica dei media. Avanguardie e tecnologia, Roma, Castelvecchi, 1999
- L'estetica della comunicazione. Come il medium ha polverizzato il messaggio. Sull'uso estetico della simultaneità a distanza, Roma, Castelvecchi, 1999
- Dall'estetica dell'ornamento alla computerart, Napoli, Tempo Lungo, 2000
- Internet e globalizzazione estetica, Napoli, Tempo Lungo, 2002
- New Technologies, Artmedia-Museo del Sannio, ottobre 2003
- Dimenticare l'arte. Nuovi orientamenti nella teoria e nella sperimentazione estetica, Milano, Franco Angeli, 2005
- Phenomenology of New Tech Arts, University of Salerno, November, 2005
- L'oggetto estetico e la critica, Salerno, Edisud, 2007
- La disumanizzazione tecnologica. Il destino dell'arte nell'epoca delle nuove tecnologie, Milano, Costa & Nolan, 2007
- Della fotografia senza soggetto. Per una teoria dell'oggetto estetico tecnologico, Milano, Costa & Nolan, 2008
- Arte contemporanea ed estetica del flusso, Vercelli, Mercurio Edizioni, 2010
- Ontologia dei media, Milano, Postmediabooks, 2012
- Dopo la tecnica. Dal chopper alle similcose, Napoli, Liguori Editore, 2015
- L’uomo fuori di sé, Milano, Mimesis, 2018
- Ebraismo e arte contemporanea, Milano,  Mimesis, 2020
- Ebraismo e avanguardie. Per una genealogia dell'arte contemporanea, Salerno, EdiSud Salerno, 2020

## Progetti
Il lavoro teorico di Costa teso, tra l'altro, a definire la nuova epoca dell'estetico connessa alle neo-tecnologie elettro-elettroniche e digitali, e a fare in modo che questa si andasse ben configurando e definendo, si è, per ciò stesso, sempre accompagnato ad un'intensa attività di promozione estetico-culturale:
- agli inizi degli anni ottanta organizza a Napoli, col supporto della RAI-TV, una grande esposizione di videoarte (Differenzavideo, novembre 1982);
- nell'ottobre 1983, per sollecitare una riflessione sugli effetti estetico-antropologici indotti dalle tecnologie della comunicazione, co-organizza (con Mario Perniola) presso l'Università di Salerno, il Convegno Estetica e antropologia i cui Atti sono, in parte, pubblicati sulla Rivista di estetica di Torino (n. 18 del 1984);
- nell'ottobre del 1983 crea, con l'artista francese Fred Forest, il movimento internazionale dell'Estetica della comunicazione che presenta in vari contesti a Parigi nello stesso 1983 (Electra di Frank Popper il 14 dicembre 1983) e nel 1984 (il 21 maggio al Centre Pompidou a La Revue parlée di Blaise Gautier, il 23 maggio alla Sorbonne, al Séminaire de Philosophie de l'art di Olivier Revault D'Allonnes);
- nei mesi di marzo-aprile del 1984 dà luogo al primo evento/rassegna di estetica della comunicazione (L'immaginario tecnologico, Benevento, Museo del Sannio);
- a partire dal 1985 concepisce e dirige, presso l'Università di Salerno, Artmedia, Convegno Internazionale di Estetica dei Media e della Comunicazione (edizioni: 1985, 1986, 1990, 1992, 1995, 1997, 1999, 2002 a Parigi, 2005, 2008 a Parigi);
- nel 1987 organizza presso l'Università di Salerno un Convegno Internazionale su estetica e tecnologia;
- nel febbraio 1989 organizza presso la stessa Università il Convegno "Il suono da lontano". Eventi sonori e tecnologie della comunicazione";
- tra i mesi di febbraio e marzo 1989 realizza, per la RAI-TV (Dipartimento Scuola e Educazione) la trasmissione televisiva in tre puntate: Un'estetica per i media;
- nel dicembre 1989 fa svolgere, presso la settecentesca Villa Bruno (S.Giorgio – Napoli) Technettronica. Laboratorio di Estetica dei Media e della Comunicazione;
- nel 1990 presenta per la prima volta in Italia presso l'Università di Salerno due videoplays di Samuel Beckett;
- nel 1995 fonda e dirige, la Rivista Internazionale Multilingue Epipháneia. Ricerca estetica e tecnologie (3 numeri tra il 1995 e il 1996);
- nel 1999 fonda e dirige, presso le Edizioni Tempo Lungo di Napoli, Vertici, una «Collana di Estetica e Poetiche» aperta alle questioni estetologiche connesse ai nuovi media (testi di Francesco Piselli, Anne Cauquelin, Theodor W. Adorno, Mario Costa, Marie-Claude Vettraino-Solulard, Gillo Dorfles);
- nei mesi di novembre/dicembre del 2002 co-organizza a Parigi la VIII Edizione di Artmedia;
- nell'ottobre 2003 co-organizza presso l'Università di Salerno il Convegno Internazionale Tecnologie e forme nell'arte e nella scienza;
- nell'ottobre 2003 organizza presso il Museo del Sannio di Benevento la Mostra New Technologies (Roy Ascott, Maurizio Bolognini, Fred Forest, Richard Kriesche, Mit Mitropoulos);
- nel novembre 2005 organizza presso l'Università di Salerno la IX Edizione di Artmedia;
- nel dicembre 2008 co-organizza a Parigi la X Edizione di Artmedia;
- nell'ottobre 2009 organizza presso l'Università di Salerno un seminario conclusivo di Artmedia dal titolo "L'oggetto estetico dell'avvenire".

Ha partecipato inoltre all'organizzazione di convegni ed eventi a Parigi, Colonia, Toronto, Tel Aviv, San Paolo del Brasile.